# Ivana Noa
Ivana Noa, artiestennaam van Ivana Noa Batchvarov (Antwerpen, 13 februari 2003), is een Belgische actrice en filmmaakster en regisseuse.
Ze is vooral bekend van haar film Feeling to Dive and Other Stories, maar ook van het spelen van de kleine Julia in Romeo en Julia van Mokhallad Rasem. In 2015 bracht ze haar tweede korte film Unofficial: Judo uit. In 2015/2016 werkte ze als twaalfjarige ook aan twee documentaires: Actress en Interview with a Director. In 2017/2018 rondde ze enkele korte films af: Fallin, Traffic en Fictional Characters. Bij het grote publiek is ze vooral bekend van haar rol van Silke Le Grand in de Vlaamse soap Thuis.

## Carrière
Ivana Noa schreef haar eerste korte verhaal op zesjarige leeftijd. In 2012, toen ze negen was, behoorde ze tot de winnaars van de lokale kinderschrijfwedstrijd "De Wondere Pluim". In 2013 volgde nog een prijs met het gedicht "Het meisje en de stilte". Als tienjarige schreef ze haar eerste script "Feeling to dive and other stories".

### Theater
In 2012 nam ze deel aan Maldito sea el hombre que confía en el hombre: Un projet d'alphabétisation van het Spaanse theatergezelschap Atra Bilis Teatro onder regie van Angélica Liddell, opgevoerd in DE SINGEL in Antwerpen. In 2013 speelde ze de kleine Julia in Romeo en Julia van Toneelhuis, geregisseerd door Mokhallad Rasem.
In 2017 speelde ze de rol van Gawain in de postmoderne theatervoorstelling Merlijn of het barre land van fABULEUS, op tekst van Tankred Dorst, onder regie van Dirk De Lathauer en Astrid Ogiers. 
In 2020 vertolkte ze de rol van Isabella van Frankrijk in de theaterproductie Edward Twee, eveneens van theatergezelschap fABULEUS. 
Datzelfde jaar vertolkte ze het personage Kayley in My name is Language in het Nederlands, Engels en oud-Iers. De performance was gecreëerd en geproduceerd door Nicoline Van Harshkamp voor MuHKA in Antwerpen.
In 2021 speelde ze Ophelia in Ophelia, geproduceerd door LOD Muziektheater en hetpaleis.
In 2024/2025 speelde ze April Wheeler in de Belgische versie van Revolutionary Road, geproduceerd door de theatergezelschappen De Roovers en TG STAN.

### Filmmaakster
Ze regisseerde haar eerste korte film in 2014. Feeling to Dive and Other Stories was de officiële selectie van het CineYouth Chicago International Film Festival, San Diego International Kids Film Festival, Seattle National Film Festival for Talented Youth en won een prijs op het Williamsburg International Film Festival. De film werd ook vertoond tijdens de open vertoning van het 60e Internationale Kortfilmfestival Oberhausen.
In 2015 werkte ze aan haar tweede film: Unofficial: Judo, met daarin een aantal judospelers onder wie wereld- en olympisch kampioenen Ilse Heylen, Toma Nikiforov en Dylan Van Nuffel. De film won talloze prijzen op internationale festivals, waaronder de Rising Star van CineYouth Chicago International Film Festival 2015.
Actress was de tweede documentaire waaraan ze in 2015 werkte. Deze won de zilveren prijs op het Spotlight Documentary Film Festival.
In 2016 maakte ze Interview with a Director. Ze verkende verschillende expressieve elementen - originele poëzie en conceptuele kunst samen met directe interviewtechnieken en close-ups. De film ging in première op het filmfestival van Cannes, SFC. Ivana Noa was de jongste filmmaker die op het festival vertoond werd.
Daarna maakte ze Traffic, een twee minuten durende documentaire die het onmogelijke pad laat zien van 1000 kinderen elke dag op weg naar school. De film ondersteunde de studentenraad in hun streven om de verkeerssituatie rond de school te verbeteren. Kort na de release verminderde de gemeente het autoverkeer in de omgeving tijdens de schoolkeuze-uren.
In 2017 bracht Noa weer een korte film uit, deze keer een experimentele documentaire. Fallin was een herinterpretatie van het tragische busongeval in Sierre in 2012, dat het leven kostte aan 22 Belgische kinderen. De film was de officiële selectie van een aantal internationale filmfestivals.
In 2018 legde Ivana Noa de laatste hand aan de korte thriller Fictional Characters. De film was een officiële selectie van een aantal internationale filmfestivals.
In 2021 kreeg ze de rol van Silke Le Grand in de Vlaamse soap Thuis voor de VRT.
In 2023 was ze de Vlaamse stem van Ember Lumen, in de Disney Pixar-film Elemental, uitgebracht in België op 21 juni 2023.

### Jurylid
In 2013 werd ze uitgenodigd voor een lid van de kinderjury's op het Jeugdfilmfestival, Antwerpen. In 2014 maakte Ivana Noa deel uit van de Kids Juries van Chicago International Children's Film Festival en Het Theater Festival. In 2017 was Ivana Noa spreker voor de European Film Awards - Young Audience Award - in België, georganiseerd door Filem'On - The International Film Festival for Young Audiences Brussels. In 2019, 2020 en 2021 was Ivana Noa de officiële moderator van de Young Audience Award, uitgereikt door de European Film Academy en live gestreamd vanuit Erfurt, Duitsland.

## Prijzen en nominaties
- 2014 - Williamsburg International Film Festival - Best Short Film
- 2015 - De Wondere Pluim - Step on the mat
- 2015 - CineYouth chapter of Chicago International Film Festival - Rising Star
- 2015 - American Youth Film Festival - Best Foreign Film
- 2015 - Fort Lauderdale International Film Festival - nominatie
- 2015 - Spotlight Documentary Film Awards - Silver Award
- 2016 - International Young Poetry Award - Prefecture Toyama - Silver Award
- 2017 - KunstBende - derde plaats
- 2018 - Best Shorts Competition - Best Young Filmmaker
- 2018 - Independent Horror Movie Awards - Best Actress
- 2019 - French Riviera Film Festival - Best Experimental
- 2019 - Philadelphia Youth Film Festival - Best Experimental
- 2020 - Kansas City FilmFest International - Reel Spirit Young Filmmakers - tweede plaats